# Dobele

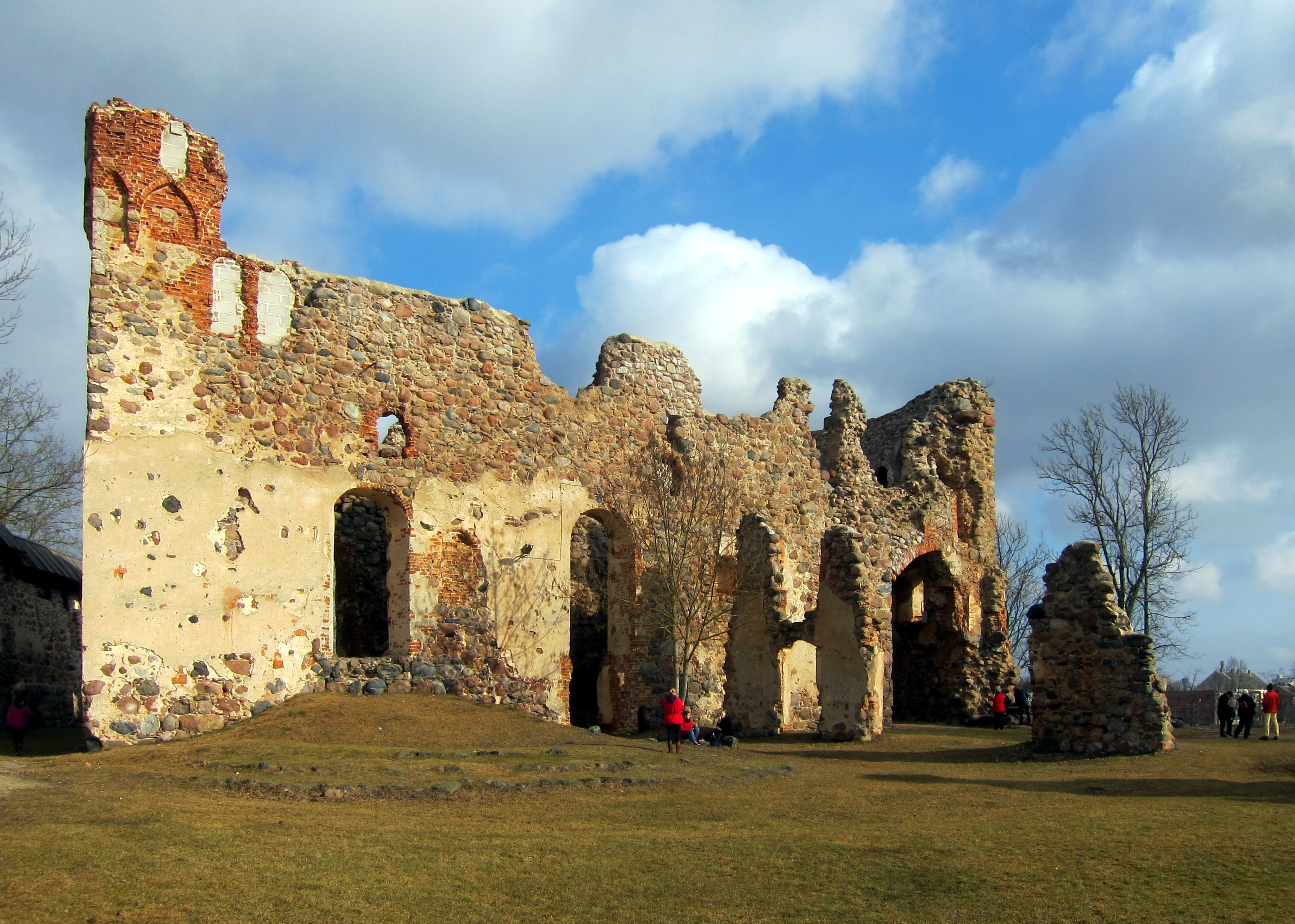
Ruiny zamku w Dobele

Dobele (niem. hist. Doblen) – miasto na Łotwie, 10 827 mieszkańców (2006). Posiada prawa miejskie od 1917 roku. 
Na terenie miasta ulokowane są młyny, fabryka chemiczna „Spodrība” oraz zakład produkujący świeczki. W mieście ulokowanych jest 5 banków.

## Zabytki
- Ruiny kamiennego zamku z 1335 roku. Zamek został wzniesiony w miejscu drewnianego grodu plemienia Semigalów i był siedzibą komtura. W XVI wieku objęty przez Polaków. W XVII wieku uszkodzony przez wojska szwedzkie.
- Kościół z 1495 roku
- Villa Todleben z 1855 roku